# Брок
Брок (др.-сканд. Brokkr) — в скандинавской мифологии один из карликов (двергов), брат Синдри.
Согласно легенде, когда у Локи были волосы Сиф, корабль Фрейра Скидбладнир и копье Одина Гунгнир, он поспорил с Синдри, поставив на кон свою голову, что Синдри не сможет создать предметы, которые могли бы сравниться по диковинности и изяществу с вышеперечисленными предметами. Брок помогал Синдри раздувать меха.
Синдри удалось создать золотое кольцо Драупнир, вепря с золотой щетиной Гуллинбурсти и молот Мьёллнир. Боги посчитали, что эти предметы более ценные, и Синдри выиграл спор. Однако Локи не дал ему забрать свою голову, поскольку повредилась бы шея, которая не была указана в споре, и поэтому взамен губы Локи были зашиты.
Р. Гиневра обнаруживает у Брока ряд общих сюжетов с ведийским мифологическим мудрецом Бхригу. Оба эти имени он возводит к пра-и.е. *(s)bʰr̥(h₂)g- «треск, рёв».